# Take a Chance (film 1933)

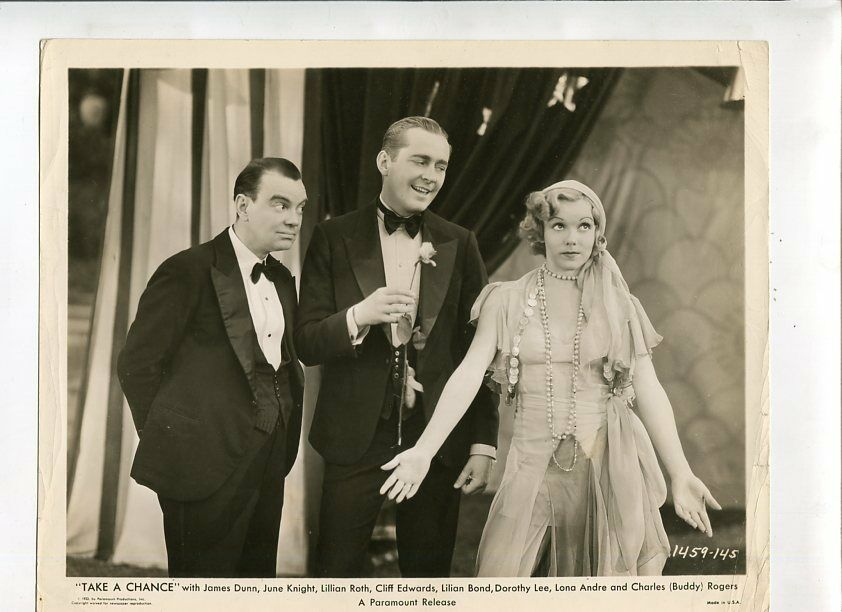

Take a Chance è un film del 1933 diretto da Monte Brice e Laurence Schwab. La sceneggiatura si basa su Take a Chance, commedia musicale di Buddy DeSylva, Laurence Schwab, Sid Silvers, Richard Whiting, Nacio Brown e Vincent Youmans andata in scena a Broadway il 26 novembre 1932.

## Produzione
Il film, prodotto dalla Paramount Pictures, venne girato nei Kaufman Astoria Studios, al 3412 della 36th Street ad Astoria, nel Queens di New York.

## Distribuzione
Il copyright del film, richiesto dalla Paramount Productions, Inc., fu registrato il 25 ottobre 1933 con il numero LP4201.
Distribuito dalla Paramount Pictures, il film uscì nelle sale cinematografiche statunitensi il 25 novembre 1933.